# Ruská Voľa nad Popradom
Ruská Voľa nad Popradom és un poble i municipi d'Eslovàquia. Es troba a la regió de Prešov, al nord del país.

## Història
La primera referència escrita de la vila data del 1357.

## Demografia
| Godina             | 1994 | 2004    | 2014   | 2024    |
| ------------------ | ---- | ------- | ------ | ------- |
| Nombre de persones | 128  | 108     | 102    | 85      |
| Diferència         |      | −15,62% | −5,55% | −16,66% |

| Godina             | 2023 | 2024   |
| ------------------ | ---- | ------ |
| Nombre de persones | 80   | 85     |
| Diferència         |      | +6,25% |